# Де Шарио, Николай Андреевич
Николай Андреевич де Шарио — основатель и председатель Русского туринг-клуба, впоследствии ставшим Российским обществом туристов — родоначальником Федерации спортивного туризма России, потомственный дворянин, член правления Санкт-Петербургского-Московского коммерческого банка, энтузиаст велосипедного туризма.

## Российское общество туристов
15 апреля 1895 года в Петербурге по решению министра внутренних дел Дурново И. Н. состоялось учредительное собрание Общества велосипедистов-туристов. Именно эта дата стала рождением организованного российского туризма. В 1901 году общество велосипедистов-туристов было преобразовано в Российское общество туристов. Председатель общества Николай Андреевич де Шарио в декабрьском номере журнала «Санкт-Петербургские ведомости» за 1902 год, поздравил всех членов общества с Новым годом и писал:
..Пусть теперь, когда мы уже освободились от односторонности обособленного Общества велосипедистов, всякий истинный друг туризма, путешествующий пешком, на лодке, пароходе или по железной дороге, присоединяется к нам».